# Державний устрій та право Української держави

## Організація державної влади
Характеризуючи режим П. Скоропадського, слід відзначити, що його потрібно розглядати, перш за все, як спробу шляхом зміни демократичної парламентської форми державного правління на авторитарну, створити таку модель української держави, яка була б здатною зупинити радикалізацію та деградацію українського суспільства, а також відновити правопорядок та стабільність.
Сам Скоропадський, за його словами, намагався встановити лише дуже коротку диктатуру на час, поки вдасться сформувати іншу розсудливішу владу. Ідея сильної влади заради політичних і соціальних реформ, декларована П. Скоропадським, була втілена у «Законах про тимчасовий державний устрій України» від 29 квітня 1918 р.

### Центральні органи державної влади та управління

#### Гетьман
Відповідно до «Законів» виключно Гетьману належала вся повнота влади в Українській державі. Зокрема, гетьман мав найвищі права у сфері відносин з іншими державами, був військовим головнокомандувачем, мав право оголошувати воєнний стан, а також амністію, здійснював помилування, уособлював не тільки виконавчу, а й законодавчу владу (без його санкції жоден закон не мав сили). Він призначав голову Ради міністрів, який формував кабінет і подавав його на затвердження гетьмана. Останній мав право затверджувати і відправляти у відставку кабінет у повному складу так само, як і звільняти з посад інших урядовців.
Обсяг повноважень гетьмана свідчить, що в Україні на зміну демократичній парламентській формі державного правління прийшов авторитарний режим, котрий відкидав принцип розподілу влади. Форма правління Української Держави була авторитарною диктатурою, але обмеженою як рамками закону, так і часом — до скликання Українського сейму. Вищим принципом державного управління проголошувалися саме закони, які мали гарантувати основні права і свободи демократичного суспільства.
У випадку смерті, тяжкої хвороби або перебування П. Скоропадського за межами держави вся влада переходила до Колегії верховних правителів держави, яка складалася з трьох осіб.

#### Рада міністрів
Рада міністрів здійснювала функції гетьманського уряду, призначенням якого було «об'єднання праці окремих відомств» у сфері законодавчої та виконавчої діяльності. Тобто діяльність Ради міністрів мала допоміжний характер.
Очолював Раду міністрів Отаман-Міністр (пізніше став називатися Головою Ради міністрів). Керівництво справами Ради міністрів покладалось на Генерального (пізніше — державного) секретаря та підлеглу йому Генеральну канцелярію.
У складі Ради міністрів виділялися міністерства внутрішніх справ, фінансів, торгівлі і промисловості, земельних справ, судових справ, іноземних справ, військове міністерство та ін. Пізніше з'явилися також міністерство народного здоров'я та міністерство сповідань, яке займалося релігійними проблемами. Міністерства здебільшого поділялися на департаменти і управління.

#### Мала рада міністрів
Допоміжним органом Ради міністрів була Мала рада міністрів, створена 25 травня 1918 р. Мала рада міністрів формувалася з товаришів (заступників) міністрів, а основним її призначенням був попередній розгляд законодавчих та адміністративних пропозицій міністрів, а також проектів штатів і кошторису міністерств.

#### Інститут державної служби
У період Гетьманату П. Скоропадського, свого розвитку отримав інститут державної служби. Гетьман, після приходу до влади, звільнив лише призначених Центральною Радою міністрів та їх заступників. Решта чиновників залишилася на своїх посадах і лише була зобов'язана скласти присягу на вірність Українській державі. Отже, на відміну від ЦР, політика Скоропадського стосовно чиновництва була більш стриманою та виваженою, роблячи таким чином його владу більш міцною.

#### Колегія Верховних Правителів
Відповідно до «Тимчасового Закону про Верховне Управління Державою на випадок смерти, тяжкої хвороби і перебування по-за межами держави Ясновельможного Пана Гетьмана всієї України» від 31 липня 1918 року, підписаного Павлом Скоропадським 1 серпня того ж року, на час перебування за межами України гетьмана або на випадок його тяжкої хвороби чи смерти державою повинна керувати Колегія Верховних Правителів. До її складу входять троє осіб, призначених гетьманом, Радою Міністрів та Державним Сенатом. Колегія користується всіма правами та виконує всі обов'язки гетьмана. Проте Колегія не має права вносити зміни до законів, викладених у Грамоті до всього українського народу від 29 квітня 1918 року. За час існування Української Держави Колегія Верховних Правителів правила нею тільки один раз — у вересні 1918 року під час візиту Павла Скоропадського до Німеччини.

### Організація місцевої влади
Організація місцевої влади у період Гетьманату будувалася на тому, що призначені ЦР комісари були усунуті зі своїх посад, а їх замінили губернські і повітові старости, які очолили місцеві адміністрації та були підпорядковані міністерству внутрішніх справ. За своїм статусом губернські старости майже повністю відповідали колишнім російським губернаторам.
Показово, що головною проблемою місцевого життя у Гетьманаті був хронічний конфлікт між місцевою адміністрацією та органами земського і міського самоврядування. Причина полягала в тому, що представники органів місцевого самоврядування вороже ставилися як до особи П. Скоропадського, так і до політики, яку той проводив. Різке незадоволення противників гетьмана викликав і той факт, що П. Скоропадський підбирав державні кадри переважно за професійною ознакою. Це призвели до того, що до органів державної влади у великій кількості потрапили колишні російські службовці, які хоч і були професіоналами своєї справи, але при цьому байдуже ставилися до українських національних інтересів.

#### Земські міські управи
Були збережені земські міські управи, але змінено виборчий закон щодо цих інституцій. Відповідно до нового закону про вибори до земств від 5 вересня 1918 р. уводилася куріальна система — дві курії залежно від суми земського податку.

#### Місцева адміністрація
Пости місцевих адміністраторів посіли місцеві поміщики, земські діячі та судді. Фактично владу здобули покривджені революцією люди, і це сприймалося окремими з них як довгоочікувана можливість помститися своїм кривдникам [джерело?].
Наприкінці існування Української Держави — 30 листопада 1918 р. — було видано закон «Про зміну, доповнення та скасування діючих узаконень про волосні, повітові і губернські установи по управлінню сільськими місцевостями», яким поновлювався інститут колишніх «земських начальників» і утворювалися повітові та губернські ради в сільських справах.

### Судова система
У перші тижні існування Гетьманату в Україні діяла «змішана» судова система, тобто судові установи часів Російської імперії, суди, створені Тимчасовим урядом, та суди, засновані Українською Центральною Радою.

#### Генеральний суд
У «Законах про тимчасовий державний устрій України» йшлося про Генеральний суд як «найвищий хоронитель і захисний закону та найвищий суд України для справ судівництва та адміністративних». Новація полягала в тому, що «Порядкуючий Генерального суду та всі Генеральні судді» призначалися гетьманом.
25 травня гетьман затвердив закон про титул, ім'ям якого твориться суд в Україні — «Ім'ям закону Української Держави».
2 червня 1918 р. було прийнято закон, який уточнював функції Генерального суду, сформовано за часів Центральної Ради. Згідно з цим законом Генеральний суд мав складатися з трьох департаментів — цивільного, кримінального й адміністративного і виконувати на всій території України функції, що до його формування належали російському «Сенату», а також касаційні функції Головного військового суду.

#### Державний сенат
Важливий крок у реформуванні судової системи було зроблено з прийняттям 8 липня 1918 р. закону «Про Державний сенат» як вищу державну інституцію в судових і адміністративних справах. Компетенція Державного сенату тимчасово мала регулюватися «Учреждением Российского Правительствующего Сената». Державний сенат поділявся на Генеральні суди: Адміністративний (19 сенаторів), Цивільний (15 сенаторів) і Кримінальний (11 сенаторів). Заміщення посад сенаторів мало здійснюватися за наказом гетьмана на підставі затвердженого Радою міністрів подання Міністра юстиції.
Закон установлював суворі вимоги до кандидатів на посади сенаторів: наявність вищої юридичної освіти, не менше, ніж 15-річний стаж роботи по юридичній спеціальності. Також закон забороняв сенаторам займатися будь-якою іншою діяльністю, крім наукової та викладацької.

#### Система загальних судів
На своєму нижчому рівні судоустрій періоду Гетьманату був представлений системою загальних судів (окружні суди та судові палати) і мирових. Крім того, функціонували також військові суди, які відповідно до закону від 21 червня 1918 р. поділялися на вищі (Київський і Катеринославський) і штабні (при штабах дивізій, корпусів і головному штабі). Справи в них розглядалися у складі голови і виборних суддів (восьми осіб у вищих судах і чотирьох — у штабних). У засіданнях Вищого військового суду передбачалася участь прокурора і захисника, у штабних судах при їх присутність не була обов'язковою. При військових судах незалежно від рівня вводилися посади військових слідчих.

#### Судові палати
8 липня 1918 р. був ухвалений закон «Про Судові палати і Апеляційні суди», відповідно до якого усі три судові палати — Київська, Харківська та Одеська залишалися діючими. Як суд першої інстанції судові палати мали розглядати справи про державні та посадові злочини. Судові палати були апеляційними інстанціями для всіх справ, що розглядалися в окружних судах без присяжних. До того ж ці установи здійснювали наглядові функції за окружними судами. У свою чергу Генеральні суди Державного сенату були апеляційною інстанцією у справах, що вперше розглядалися в судових палатах, і здійснювали нагляд за ними. Окружні суди діяли у складі адміністративного, кримінального і цивільного відділів.

### Міністерства
В галузі військового будівництва П. Скоропадський стояв на позиціях формування регулярних, професійно підготовлених збройних сил. З цією метою було створено Воєнне міністерство, в якому діяли головне артилерійське, головне інтендантське і головне інженерно управління. Також було створено Генеральний штаб та прийнято закон «Про загальний військовий обов'язок» від 24 липня 1918 р. Однак більшість планів гетьмана в галузі військового будівництва залишилася нереалізованою. Причиною цього було те, що німецьке командування вкрай негативно ставилося до ідеї створення регулярної української армії.
Здійснення зовнішньополітичної діяльності у Гетьманаті Скоропадського було доручене Міністерству іноземних справ, яке складалося з двох департаментів: загальних справ і зовнішніх відносин. Орієнтири гетьманської дипломатії були традиційними: на першому плані, крім міжнародного визнання, стояла проблема соборності українських земель, на другому — відносини з державами колишньої Російської імперії.

### Збройні сили
Ідея народної міліції за Гетьманату поступилася місцем програмі формування регулярних, професійно підготовлених збройних сил.
У вересні 1918 р. Рада міністрів ухвалила підготовлений Генеральним штабом план організації української армії, яка мала складатися з 8 армійських корпусів.
Усього штатами мирного часу передбачалося 175 генералів, 14930 штабних і вищих офіцерів, 2975 військових урядовців, понад 290 тис. підофіцерів і солдатів. Реально у листопаді 1918 р. чисельність гетьманської армії становила близько 60 тис.
Улітку 1918 р. гетьман дав наказ військовому міністру вжити заходів для поновлення організації козацтва як стану населення, так і потенційного кадрового складу армії. 16 жовтня 1918 р. гетьман відновив козацтво в Полтавській і Чернігівській губерніях та на Слобожанщині.
18 листопада вийшов новий закон, за яким призову підлягали офіцери до 50 років, а надстроковики — незалежно від віку. Того ж дня гетьман оголосив усю територію України на військовому стані і підпорядковував головнокомандувачу всі цивільні установи Української Держави.
30 листопада гетьман заснував військову Академію і асигнував на цю справу 127 тис. крб. і навіть затвердив штати. У майже безнадійному становищі, 5 грудня 1918 р. було проголошено мобілізацію всього населення чоловічої статі, здатного носити зброю, для захисту Києва.

## Законодавство Гетьманату П. Скоропадського
У своїй законодавчій діяльності гетьманська влада виходила з того, що залишала чинними ті нормативно-правові акти Російської імперії та Центральної Ради, які не суперечили її інтересам.
Серед основних законодавчих нововведень, які пропонував П. Скоропадський, були такі:
1. Поновлення у повній мірі права приватної власності;
2. Скасування всіх розпоряджень Генерального Секретаріату ЦР і Тимчасового Уряду Росії;
3. Вилучення у великих землевласників земель за їх дійсною вартістю для наділення земельними ділянками малоземельних селян (під тиском Українського національного союзу);
4. Тверде забезпечення прав робітничого класу;
5. Поновлення повної свободи торгівлі;
6. Відкриття широкого простору приватному підприємництву.
Законодавча діяльність Гетьманату розпочалася з визначення основ самого процесу законотворчості. Так, у «Законах про тимчасовий державний устрій» від 29 квітня 1918 р. зазначалося, що «закони мають обов'язкову силу», а скасувати закон можна «тільки силою закону». Крім того, у «Законах» закріплювалася процедура розробки законів, за якою ті повинні були готуватися відповідними міністерствами і передаватися потім на обміркування до Ради міністрів. Після отримання ухвали Ради міністрів законопроекти остаточно затверджувалися гетьманом.
• 2 червня 1918 р. було прийнято закон «Про порядок складання законопроектів», у якому були визначені функції уряду в законотворчому процесі, керівництво яким покладалося на Державну канцелярію та Державного секретаря.
• Окремо слід відзначити закон «Про верховне управління державою на випадок смерті, тяжкої хвороби і перебування поза межами держави Гетьмана» від 1 серпня 1918 р., в якому вказувалося, що у вказаних випадках влада повинна передаватися Колегії верховних правителів.
• 1 липня 1918 р. гетьман П. Скоропадський підписав закон «Про громадянство Української держави», в якому, зокрема, зазначалося, що всі колишні російські піддані, які постійно перебувають на території України, визнаються громадянами України. Крім того, за законом заборонялося подвійне громадянство, а на вибір громадянства відводився один рік.
• У сфері цивільного права було видано декілька законів, які регулювали питання власності, зокрема, встановлювали недоторканість приватної власності і законного володіння. Наприклад, можна назвати закон «Про право продажу і купівлі земель поза міськими поселеннями».
Законодавство Гетьманату в галузі кримінального права мало відкрито каральну спрямованість. Так, за вчинення злочинів встановлювалися досить серйозні покарання у вигляді смертної кари, ув'язнення, конфіскації майна тощо.
Деякі попередні законодавчі акти були скасовані гетьманом, як такі, що суперечили соціально-політичним та економічним засадам Української держави. Така доля спіткала, наприклад, досить суперечливий за своєю сутністю Закон Центральної Ради «Про національно-персональну автономію».
Законодавство Української держави в цілому спрямовувалося на захист права приватної власності. Було запроваджено українську грошову систему, засновано банки. Особливе значення мало законодавче врегулювання земельного питання. Скасувавши Закон Центральної Ради «Про соціалізацію землі», Гетьманат уживав заходів щодо унормування становища селян і поміщиків. Для підготовки нового земельного закону створювалися повітові та губернські земельні комісії, а також Вища земельна комісія на чолі з Гетьманом. Однак згідно із затвердженим у листопаді під тиском Українського національного союзу на чолі з В. Винниченком проектом земельної реформи усі великі землеволодіння мали бути примусово викуплені державою й розподілені між селянами не більше як по 25 десятин. Допускалося існування господарств у розмірі до 200 десятин, якщо ці господарства мали культурне значення. Фактично це було повернення до скасованого Закону «Про соціалізацію землі» з деякою модернізацією. Зрозуміло, що такий законопроект викликав різко негативне ставлення великих землевласників.
Для періоду Гетьманату характерне посилення каральної спрямованості законодавства. Так, тимчасовим Законом від 8 липня 1918 р. «Про заходи боротьби з розладнанням сільського господарства» та іншими актами поміщикам надавалося право використовувати примусову працю під час жнив. За ухилення від повинностей селянам загрожували великі штрафи, тюремне ув'язнення та інші покарання. За цим законом урожай 1918 р. вважався власністю держави і призначався на відправку до Німеччини й Австро-Угорщини. Селяни повинні були здати хліб державі за твердими цінами, окрім частини, необхідної для прожиття. До вилучення продовольства залучалися створені при німецьких комендатурах спеціальні команди, які застосовували жорсткі санкції і навіть розстріли. Народні маси позбавлялися політичних прав і свобод. Жорстко придушувалися будь-які прояви невдоволення чи опозиції. Це спричинило активізацію повстанського руху і в умовах, коли окупаційні війська внаслідок революції в Німеччині та розпаду Австро-Угорської імперії залишали Україну, призвело до повалення гетьманського режиму.